# Trigo candeal
El trigo candeal (Triticum turgidum var. Durum L.), también llamado jeja o xeixa, es una variedad de trigo típica de España. Históricamente ha sido uno de los trigos más apreciados en el país por su valor nutritivo y la calidad excepcional de los panes que se elaboran con su harina, los panes candeales. Sin embargo, el trigo candeal está en vías de desaparecer debido a su baja rentabilidad, fruto de un bajo rendimiento agrícola.

## Características
El trigo candeal es diferente al trigo común (T. aestivum). Genéticamente, el trigo candeal es un individuo tetraploide (es decir, posee 4 juegos de los 7 cromosomas básicos, o sea un total de 28 cromosomas por célula), mientras que el trigo común, es un individuo hexaploide (con 42 cromosomas por célula).
Se considera un trigo de alta calidad.

## Etimología
La palabra «candeal» proviene del latín candidus, 'blanco, luminoso', en referencia a la blanca harina que produce, en comparación a otros trigos. Por la misma razón se conoce en Cataluña como blat blancal.
El nombre xeixa, xexa o jeja es de origen incierto, aunque en el Diccionario de la lengua catalana del IEC se propone que quizá provenga del céltico *sassia 'cebada, centeno o cereal'. Cfr. occitano seixa.
El nombre científico de esta subespecie es Durum, por ello es a veces llamado «trigo duro», aunque hace que se confunda con el trigo duro (Triticum durum), que es otra especie de trigo. El trigo duro es más primitivo que el trigo candeal; esto se sabe porque su estructura genética es más sencilla.

## Origen
El trigo candeal es una gramínea muy antigua, y sus orígenes se remontan a la domesticación del trigo en el Creciente Fértil. Es probable que el trigo candeal haya sido uno de los contribuidores genéticos del trigo común mediante cruzamientos naturales entre candeal y trigo silvestre.
En Argentina, el cultivo de trigo candeal se comienza a dar en las décadas de 1960 y 1970 con semillas traídas por inmigrantes italianos en el sur de la Provincia de Buenos Aires.

## El trigoxeixa
El trigo xeixa es una raza natural de Baleares, así como de la península. Tiene su origen en Oriente Medio, y fue traído por los fenicios, que comerciaron con las islas. De hecho, en el 654 antes de la era común, los fenicios fundaron la colonia de Ibiza, de ahí pasó al Levante y al resto de España. Victor Torres, fundador de la organización sin ánimo de lucro Triticatum, comenta que la característica que hace única al trigo xeixa es que «se ha conservado indígena indígena, es decir, no se ha mejorado por el hombre», por lo que es una de las variedades más antiguas de trigo. Esto se sabe gracias a la composición molecular de la xeixa, que se ha mantenido prácticamente inalterable desde hace 8 mil años.